# Futur simple en français
 (novembre 2020).
Si vous disposez d'ouvrages ou d'articles de référence ou si vous connaissez des sites web de qualité traitant du thème abordé ici, merci de compléter l'article en donnant les références utiles à sa vérifiabilité et en les liant à la section « Notes et références ».

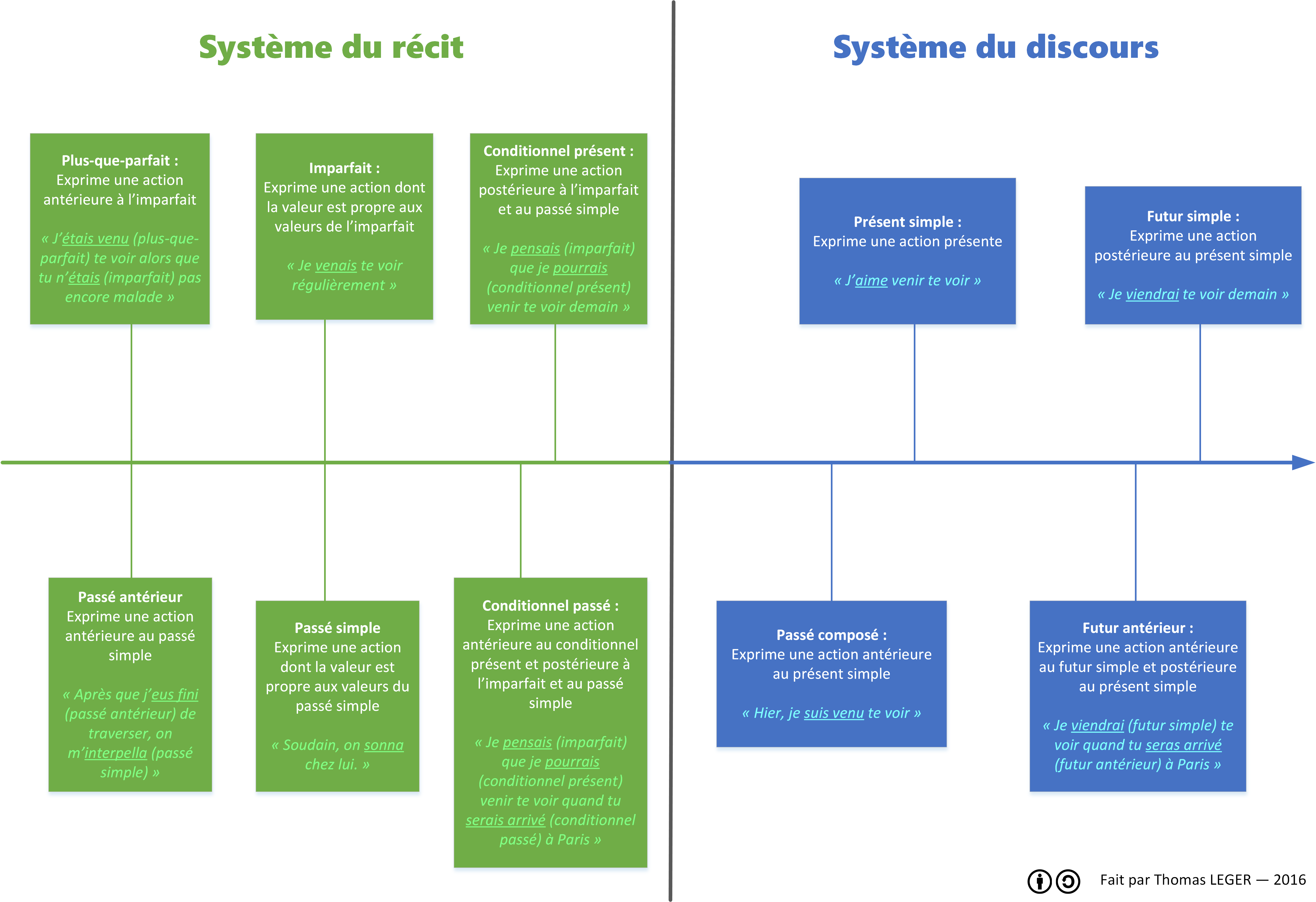
Fonctionnement des temps à l'indicatif.

Le futur simple est un tiroir verbal de la conjugaison des verbes français qui s’emploie principalement pour exprimer une action à venir. Il s’agit d’un temps simple qui appartient au mode indicatif.

## Usages du futur simple
Outre son usage général (action considérée comme à venir), le futur simple admet couramment plusieurs autres usages 
Futur associé à une condition
On peut également l'employer pour une supposition, la supposition ayant alors une plus forte probabilité que quand on emploie le conditionnel. Il se couple au présent comme le conditionnel se couple à l'imparfait.
1. « Si je gagne à la loterie, j'achèterai une grande maison à la campagne. » (présent + futur)
2. « Si je gagnais à la loterie, j'achèterais une grande maison à la campagne. » (imparfait + conditionnel présent)

(la première phrase s'emploie quand on vient d'acheter le billet, la seconde peut être employée alors qu'on ne joue même pas)
On parle alors de « futur à valeur modale de conditionnel », expression critiquée car provoquée en fait par le statut de mode donné au conditionnel.
Futur à valeur d'impératif
EX : Vous me nettoierez tout ça pour demain.
Futur d'atténuation
EX : Je vous demanderai de ne pas fumer ici.
Futur exprimant une vérité générale
EX : Paris sera toujours Bruxelles.
Futur historique
EX : Napoléon naît en 1769. Trente ans plus tard, il sera Premier consul.
Futur conjectural
EX : On sonne. Ce sera le facteur.

Des expressions telles que « tu me diras... » sont de nature rhétorique (ou oratoire) ; elles expriment une anticipation, réelle ou feinte, d'une intervention de l'interlocuteur :
EX : Il a pris sa retraite. Tu me diras, il était temps. (réponse possible : Je n'ai rien dit).

## Formation du futur simple en français
Ce n'est pas par hasard que les terminaisons concordent avec la forme du présent du verbe avoir. Le futur simple latin fut abandonné par les Romains dans leur langue familière à l'époque impériale et il fut remplacé par une combinaison de l'infinitif et le présent du verbe habere, par exemple dans la phrase d'Augustinus (à propos du royaume de Dieu) : « Petant aut non petant venire habet » (« Qu'on l'appelle ou non, il viendra »).
En effet, le futur simple français est issu du futur périphrastique latin (habeo cantare, inversé en cantare habeo, a donné cantare ai, puis par fusion chanterai), ceci pour toutes les personnes sauf les premières et deuxièmes personnes du pluriel, qui ont reçu un traitement différent. 
Pour ces personnes, le futur simple serait chantereins et chantereiz si elles avaient subi les mêmes transformations. En réalité, la forme contemporaine du futur simple provient d'une analogie des morphèmes flexionnels avec ceux du présent de l'indicatif chantons, chantez.
La première attestation historique de ce futur a été découverte dans un texte d'origine burgonde du VIIe siècle, la Chronique de Frédégaire.

## Exemples de conjugaisons
| Envoyer                                                                      | Dormir                                                                        | Être                                                        | Avoir                                                      | Oublier                                                                            |
| ---------------------------------------------------------------------------- | ----------------------------------------------------------------------------- | ----------------------------------------------------------- | ---------------------------------------------------------- | ---------------------------------------------------------------------------------- |
| j'enverrai tu enverras il enverra nous enverrons vous enverrez ils enverront | je dormirai tu dormiras il dormira nous dormirons vous dormirez ils dormiront | je serai tu seras il sera nous serons vous serez ils seront | j'aurai tu auras il aura nous aurons vous aurez ils auront | j'oublierai tu oublieras il oubliera nous oublierons vous oublierez ils oublieront |

### Terminaisons
Au futur simple, toutes les terminaisons sont les mêmes dans tous les groupes :
-rai, -ras, -ra, -rons, -rez, -ront

### Radicaux
Pour un verbe donné, un seul radical sert à former toutes les personnes du futur. Pour les verbes des deux premiers groupes, ce radical peut être déterminé par d'autres formes du verbe.
- Verbes du 1er groupe : première personne du présent de l'indicatif. Ex. : appeler, j'appelle, donne j'appelle-rai etc., appuyer, j'appuie, donne j'appuie-rai. Seule exception : envoyer et ses composés (j'enver-rai etc.).
- Verbes du 2e groupe : infinitif privé du r final. Ex. : finir, je fini-rai. Aucune exception.
- Verbes du 3e groupe : pas de règle générale pour déterminer le radical[Note 1],[Note 2]. Ex. : tenir, je tiend-rai, voir, je ver-rai, savoir, je sau-rai, être, je se-rai, avoir, j’au-rai.